# Veni Vidi Vicious
Albums de The Hives
Barely Legal
(1998) Your New Favourite Band
(2001)
Veni Vidi Vicious est le deuxième album du groupe suédois The Hives. Le nom de l'album est un jeu de mots autour de la célèbre citation Veni vidi vici (je suis venu, j'ai vu, j'ai vaincu) de Jules Cesar.

## Liste des titres
1. The Hives - Declare Guerre Nucleaire – 1:35
2. Die, All Right! – 2:46
3. A Get Together to Tear It Apart – 1:52
4. Main Offender – 2:33
5. Outsmarted – 2:22
6. Hate to Say I Told You So – 3:22
7. Introduce the Metric System in Time – 2:06
8. Find Another Girl – 3:12
9. Statecontrol – 1:54
10. Inspection Wise 1999 – 1:37
11. Knock Knock – 2:10
12. Supply and Demand – 2:26

## Charts
- #63 : États-Unis